# Uwe Blab
Uwe Konstantin Blab (Monaco di Baviera, 26 marzo 1962) è un ex cestista tedesco, professionista nella NBA, in Italia e in Germania. Alto 2,16 m, giocava nel ruolo di centro.

## Carriera
Formatosi cestisticamente alla Indiana University, fu scelto come numero 17 dai Dallas Mavericks nel Draft NBA 1985. Giocò nella NBA per cinque stagioni: nelle prime quattro a Dallas, in seguito passò ai Golden State Warriors e ai San Antonio Spurs, totalizzando soltanto 2,1 punti e 1,9 rimbalzi a partita.
Dopo l'esperienza nella NBA tornò in Europa, dove militò con l'Alba Berlino per buona parte degli anni novanta, tranne per una breve parentesi con il Napoli Basket nella stagione 1990-91.
Attualmente lavora in Texas come insegnante.

## Statistiche

### College
| Anno      | Squadra          | PG  | PT | MP   | TC%  | 3P% | TL%  | RP  | AP  | PRP | SP  | PP   |
| --------- | ---------------- | --- | -- | ---- | ---- | --- | ---- | --- | --- | --- | --- | ---- |
| 1981-1982 | Indiana Hoosiers | 24  | 10 | 17,0 | 55,6 | -   | 58,6 | 3,7 | 0,5 | 0,1 | 0,7 | 7,5  |
| 1982-1983 | Indiana Hoosiers | 30  | 19 | 22,0 | 51,8 | -   | 56,7 | 4,9 | 0,3 | 0,3 | 1,3 | 9,4  |
| 1983-1984 | Indiana Hoosiers | 31  | 27 | 31,0 | 52,8 | -   | 63,5 | 6,1 | 0,5 | 0,5 | 2,2 | 11,8 |
| 1984-1985 | Indiana Hoosiers | 33  | 31 | 30,0 | 56,5 | -   | 71,4 | 6,3 | 1,4 | 0,5 | 2,2 | 16,0 |
| Carriera  | Carriera         | 118 | 87 | 25,6 | 54,3 | -   | 63,9 | 5,4 | 0,7 | 0,4 | 1,7 | 11,5 |

### NBA

#### Regular Season
| Anno      | Squadra           | PG  | PT | MP   | TC%  | 3P% | TL%  | RP  | AP  | PRP | SP  | PP  |
| --------- | ----------------- | --- | -- | ---- | ---- | --- | ---- | --- | --- | --- | --- | --- |
| 1985-1986 | Dallas Mavericks  | 48  | 0  | 8,5  | 46,8 | -   | 53,7 | 1,9 | 0,4 | 0,1 | 0,3 | 2,6 |
| 1986-1987 | Dallas Mavericks  | 30  | 0  | 5,3  | 39,2 | -   | 46,4 | 1,2 | 0,4 | 0,1 | 0,3 | 1,8 |
| 1987-1988 | Dallas Mavericks  | 73  | 1  | 9,0  | 43,9 | -   | 70,8 | 1,8 | 0,5 | 0,1 | 0,4 | 2,2 |
| 1988-1989 | Dallas Mavericks  | 37  | 0  | 5,6  | 46,2 | -   | 80,0 | 1,2 | 0,3 | 0,1 | 0,4 | 1,8 |
| 1989-1990 | G.S. Warriors     | 40  | 33 | 12,0 | 37,9 | -   | 54,8 | 2,5 | 0,6 | 0,0 | 0,6 | 2,1 |
| 1989-1990 | San Antonio Spurs | 7   | 0  | 7,1  | 54,5 | -   | 50,0 | 1,3 | 0,1 | 0,0 | 0,0 | 2,1 |
| Carriera  | Carriera          | 235 | 34 | 8,4  | 43,3 | -   | 60,8 | 1,8 | 0,4 | 0,1 | 0,4 | 2,1 |